# طواف أوقيانوسيا للدراجات 2007–08
طواف أوقيانوسيا للدراجات 2007–08 (بالإنجليزية: 2007–08 UCI Oceania Tour)‏ هو الموسم 4 من طواف أوقيانوسيا للدراجات ‏،  بدأ الموسم بسباق طواف هيرالد صن 2008 في 13 أكتوبر 2008،  وانتهى بسباق طواف هيرالد صن 2008 في 13 أكتوبر 2008.
فاز  بالمركز الأول هايدن رولستون، وبالمركز الثاني ترافيس ماير، وبالمركز الثالث جوزيف تشابمان ‏

## وصلات خارجية
- الموقع الرسمي